# Coppa del mondo di ciclocross 2002-2003
La Coppa del mondo di ciclocross 2002-2003, decima edizione della competizione, si svolse tra il 24 novembre 2002 ed il 16 febbraio 2003. I titoli élite andarono a Bart Wellens e Daphny van den Brand, quello under-23 a Sven Vanthourenhout.

## Uomini élite

### Risultati
| # | Data        | Città       | Evento                             | Vincitore           | Leader della Cl. mondiale |
| - | ----------- | ----------- | ---------------------------------- | ------------------- | ------------------------- |
| 1 | 24 novembre | Francoforte | Frankfurt Internationaler Radcross | Bart Wellens        | Bart Wellens              |
| 2 | 22 dicembre | Kalmthout   | Vlaamse Industrieprijs Bosduin     | Richard Groenendaal | Richard Groenendaal       |
| 3 | 5 gennaio   | Liévin      | Liévin Cyclo-Cross                 | Sven Nys            | Richard Groenendaal       |
| 4 | 19 gennaio  | Wetzikon    | Grossen Preis von Wetzikon         | Bart Wellens        | Bart Wellens              |
| 5 | 16 febbraio | Hoogerheide | Grote Prijs Adrie van der Poel     | Sven Nys            | Bart Wellens              |

### Classifica generale
| Pos. | Corridore           | Punti |
| ---- | ------------------- | ----- |
| 1    | Bart Wellens        | 305   |
| 2    | Sven Nys            | 300   |
| 3    | Mario De Clercq     | 250   |
| 4    | Richard Groenendaal | 232   |
| 5    | Ben Berden          | 215   |
| 6    | Erwin Vervecken     | 168   |
| 7    | Petr Dlask          | 151   |
| 8    | Václav Ježek        | 132   |
| 9    | Sven Vanthourenhout | 132   |
| 10   | John Gadret         | 119   |

## Donne élite

### Risultati
| # | Data        | Città       | Evento                             | Vincitore            | Leader della Cl. mondiale |
| - | ----------- | ----------- | ---------------------------------- | -------------------- | ------------------------- |
| 1 | 24 novembre | Francoforte | Frankfurt Internationaler Radcross | Daphny van den Brand | Daphny van den Brand      |
| 2 | 22 dicembre | Kalmthout   | Vlaamse Industrieprijs Bosduin     | Daphny van den Brand | Daphny van den Brand      |
| 3 | 5 gennaio   | Liévin      | Liévin Cyclo-Cross                 | Daphny van den Brand | Daphny van den Brand      |
| 4 | 19 gennaio  | Wetzikon    | Grossen Preis von Wetzikon         | Daphny van den Brand | Daphny van den Brand      |
| 5 | 16 febbraio | Hoogerheide | Grote Prijs Adrie van der Poel     | Daphny van den Brand | Daphny van den Brand      |

### Classifica generale
| Pos. | Corridore            | Punti |
| ---- | -------------------- | ----- |
| 1    | Daphny van den Brand | 360   |
| 2    | Hilde Quintens       | 234   |
| 3    | Anja Nobus           | 207   |
| 4    | Corine Dorland       | 199   |
| 5    | Laurence Leboucher   | 140   |

## Uomini Under-23

### Risultati
| # | Data        | Città       | Evento                             | Vincitore           | Leader della Cl. mondiale |
| - | ----------- | ----------- | ---------------------------------- | ------------------- | ------------------------- |
| 1 | 24 novembre | Francoforte | Frankfurt Internationaler Radcross | Sven Vanthourenhout | Sven Vanthourenhout       |
| 2 | 22 dicembre | Kalmthout   | Vlaamse Industrieprijs Bosduin     | Sven Vanthourenhout | Sven Vanthourenhout       |
| 3 | 5 gennaio   | Liévin      | Liévin Cyclo-Cross                 | Sven Vanthourenhout | Sven Vanthourenhout       |
| 4 | 19 gennaio  | Wetzikon    | Grossen Preis von Wetzikon         | Sven Vanthourenhout | Sven Vanthourenhout       |
| 5 | 16 febbraio | Hoogerheide | Grote Prijs Adrie van der Poel     | Sven Vanthourenhout | Sven Vanthourenhout       |